# ヒストンバリアント
ヒストンバリアント（英: histone variant）は、真核生物のヌクレオソーム中の典型的コアヒストン（H3、H4、H2A、H2B）の代替となるタンパク質であり、ヌクレオソームに特定の構造的・機能的特徴を付与するものである場合が多い。ヒストンバリアントにはリンカーヒストンH1のバリアントも含まれる場合があるが、H1には明確な典型的アイソフォームは存在しない。典型的コアヒストンとヒストンバリアントとの差異は次のようにまとめられる。(1) 典型的ヒストンの発現は複製に依存して細胞周期のS期に行われるが、ヒストンバリアントは複製非依存的に細胞周期を通じて発現している。(2) 動物では通常、典型的ヒストンをコードする遺伝子は染色体上でクラスターとして複数コピー存在し、また最も保存性の高いタンパク質の1つであるのに対し、ヒストンバリアントは多くの場合単一コピーの遺伝子であり、また種間で高度な多様性を示す。(3) 典型的ヒストンの遺伝子にはイントロンが存在せず、翻訳などに際してmRNAの3'末端のステムループ構造を利用するのに対し、ヒストンバリアントの遺伝子にはイントロンが存在する場合があり、mRNAの3'末端は多くの場合ポリアデニル化されている。一般に、複雑な多細胞生物には多数のヒストンバリアントが存在し、さまざまな異なる機能を果たしている。近年、さまざまなヒストンバリアントの役割に関するデータが蓄積され、ヒストンバリアントと個体発生に関する繊細な調節との機能的関連が明らかになりつつある。

## ヒストンバリアントの命名法
歴史的に、異なる種の相同なタンパク質に対して異なる名称がつけられており、ヒストンバリアントの命名は複雑なものとなっている。近年提案されたヒストンバリアントの統一命名法では、系統学に基づいたアプローチによって命名が行われている。この命名法では、構造的に異なるヒストンファミリーの単系統群を示すためには、文字による接尾辞や接頭辞が主に使用される（H2A.Z、H2B.W、subH2Bなど）。数字による接尾辞は種特異的なものとしての使用が想定されているが（H1.1など）、オルソログであることが明確な場合は生物種間で同じものを使用することが推奨されている。しかしながら、歴史的理由により、こうした命名規則から逸脱しているバリアントもある。

## ヒストンH3のバリアント
真核生物の間で最も一般的なヒストンH3のバリアントとしては、H3.3とセントロメアのH3バリアント（cenH3、ヒトではCENPAとも呼ばれる）がある。よく研究されている種特異的バリアントには H3.1、H3.2、TS H3.4（哺乳類）、H3.5（ヒト科）、H3.Y（霊長類）などがある。cenH3を除いて、H3のバリアントの配列は高度に保存されており、数アミノ酸が異なるのみである。H3.3は哺乳類の発生を通じて、ゲノムの完全性の維持に重要な役割を果たす。

## ヒストンH4のバリアント
ヒストンH4は最も進化の遅いタンパク質の1つであり、大部分の種では機能的バリアントは存在しない。バリアントが存在しない理由は現在のところ不明である。トリパノソーマには、H4.Vと呼ばれるバリアントが存在することが知られている。ショウジョウバエには、細胞周期を通じて恒常的に発現し、主要なH4と同一の配列を持つタンパク質をコードする遺伝子が存在する。

## ヒストンH2Aのバリアント
ヒストンH2Aは最も多数のバリアントが知られており、その一部は比較的よく特性解析がなされている。H2A.XはH2Aのバリアントとして最も一般的であり、SQ(E/D)Φ（Φは疎水性残基、哺乳類では通常チロシン）のモチーフを持つ。H2A.Xは、DNA損傷応答、クロマチンリモデリング、体細胞におけるX染色体の不活性化の際にリン酸化される。H2A.Xと典型的H2Aは系統発生的に何度か分岐しているが、各H2A.Xは類似した構造と機能を持つため、祖先型を表している可能性が示唆されている。H2A.Zは転写、DNA修復、アンチセンスRNAの抑制、RNAポリメラーゼIIのリクルートを調節する。H2A.Zの特筆すべき特徴は、DEELDの配列モチーフを持つこと、典型的H2Aと比較してL1ループに1アミノ酸の挿入、ドッキングドメインに1アミノ酸の欠失が存在することである。H2A.Z.2はメラノーマのプログレッションを駆動することが示唆されていた。典型的H2Aは、特殊なリモデリング酵素によってヌクレオソーム中でH2A.Zへ交換される場合がある。macroH2Aにはヒストンフォールドドメインに加えて、C末端に長いマクロドメインが存在し、ポリADPリボースを結合することができる。このヒストンバリアントはX染色体の不活性化や転写調節に利用される。どちらのドメインの構造も解かれているが、ドメイン間のリンカーは柔軟すぎるため結晶化されていない。H2A.B（別名: Barr body deficient）は哺乳類特異的な進化の速いバリアントであり、精子形成に関与していることが知られている。H2A.Bはドッキングドメインが短く、巻くDNA領域は短い。H2A.LとH2A.PはH2A.Bと密接に関連したバリアントであるが、研究は進んでいない。H2A.Wは、N末端にSPKKモチーフを持つ植物特異的バリアントで、このモチーフは副溝結合活性を持つと推定される。H2A.1は哺乳類の精巣、卵母細胞、配偶子特異的バリアントであり、H2B.1と選択的に二量体化する。これまで特性解析はマウスでしか行われていないが、類似した遺伝子はヒトの最も大きなヒストン遺伝子クラスターの末端に位置している。他にも、研究が比較的行われていないH2A.Jなどのバリアントも注目を集めつつある。

## ヒストンH2Bのバリアント
ヒストンH2Bは、少なくとも哺乳類、アピコンプレクサ類、ウニでは限られた数のバリアントの存在が知られている。H2B.1は精巣、卵母細胞、配偶子特異的バリアントであり、少なくとも精細胞ではH3、H4を含まないsubnucleosomal particleを形成することが知られている。H2B.1はH2A.L、H2A.1と二量体化する。H2B.Wは精子形成に関与している。精子においてテロメアと関係した機能に関与しており、精子を形成する細胞に存在する。H2B.Wは長いN末端テールによって特徴づけられる。subH2Bは精子形成の調節に関与し、精子のsubacrosomeと呼ばれる領域の非ヌクレオソーム粒子中に存在する。このバリアントは二分節型の核局在シグナルを持つ。H2B.Zはアピコンプレクサ特異的バリアントであり、H2A.Zと相互作用することが知られている。近年発見されたバリアントであるH2B.Eは、マウスの嗅神経細胞の調節に関与している。

## データベースとリソース
"HistoneDB 2.0 - with variants"はアメリカ国立生物工学情報センター（NCBI）によって維持されており、ヒストンバリアントの新たな統一的命名法に従ってマニュアルキュレーションされた、ヒストンとそのバリアントに関する最も包括的なリソースとして機能している。"Histome: The Histone Infobase"は、ヒトのヒストンバリアントや関係する翻訳後修飾や修飾酵素に関するマニュアルキュレーションによるデータベースである。MS_HistoneDBは、マウスとヒトのヒストンバリアントに関するマニュアルキュレーションによるプロテオミクス指向のデータベースである。